# تشارلز بستاني
تشارلز وليام بستاني الابن (بالإنجليزية: Charles Boustany)‏ (21 فبراير 1956 -) هو نائب في مجلس النواب الأمريكي عن مقاطعة لويزيانا الانتخابية السابعة منذ 2005. وهو ينتمي للحزب الجمهوري.

## النشأة والدراسة والمسيرة الطبية
ولد تشارلز بستاني في 21 فبراير 1956 في لافايات بلويزيانا للطبيب تشارلز وليام بستاني الأب (1930 - 2009) ولمادلين عقل. جدّاه لأبيه وهما ألفريد أفرام بستاني وفلوريدا سلّوم كانا مهاجران من لبنان. كان أبوه الذي انتمى للحزب الديموقراطي طبيبا شرعيا حكوميا لمدة ستة عشر سنة في مقاطعة لافايات. لدى النائب بستاني تسعة أشقاء وهم جيمس بستاني وجون بستاني ورون بستاني وستيلا بستاني نوويل وتيريز ريغي وكاثرين سكورلوك ومادلين دجونو وآدال فيبير وشيرين إبلي.
درس بستاني في جامعة لويزيانا في لافايات أين كان عضوا في أخوية محفل كابا ألفا وحاز شهادته في الطب من جامعة ولاية لويزيانا. بستاني هو طبيب جراح أكمل إقامته في روتشستر بنيويورك قبل أن يعود للويزيانا ليعمل في مستشفى تشاريتي في نيو أورلينز.

## عضوية مجلس النواب الأمريكي

### الانتخابات
ربح بستاني سباقا مفتوحا في 2004 عندما لم يسعَ الديمقراطي كريس جون الحامل للمنصب حينئذ لإعادة انتخابه لكي يترشح لانتخابات مجلس الشيوخ الأمريكي. تنافس على المقعد تشارلز بستاني والجمهوري دافيد تيباداو ومترشحان ديمقراطيان.

## الحياة الشخصية
متزوج من بريدجيت إدواردز بستاني ابنة أخ حاكم لويزيانا السابق الديمقراطي إدوين واشنطن إدواردز وله ولد وبنت إيريك وآشلي.